# ایوون مونلور
ایوون مونلور (فرانسوی: Yvonne Monlaur‎؛ ‏ ۱۵ دسامبر ۱۹۳۹ – ۱۸ آوریل ۲۰۱۷) بازیگر اهل فرانسه بود.
از فیلم‌ها یا برنامه‌های تلویزیونی که وی در آن نقش داشته‌است، می‌توان به در ناپل شروع شد و سه غریبه در رم اشاره کرد.